# Ángel Tejeiro
Ángel Tejeiro y Casteleiro (Ferrol, La Coruña, 19 de mayo de 1906 - Barcelona, 1965) fue un boxeador español. Combatió como aficionado entre 1923 y 1924, con 11 combates: 7 victorias (1 por KO), 2 derrotas, 1 sin decisión y 1 desconocido. En 1923 alcanzó el título de Campeón de Cataluña aficionado de peso gallo. Como profesional, disputó 95 combates entre 1924 y 1933, con: 52 victorias (20 por KO), 13 nulos, 29 derrotas y 1 sin decisión. En 1927 alcanzó el título de Campeón de Cataluña de peso ligero.
Nació con el apellido de Tojeiro en la barriada de Caranza, de Ferrol (La Coruña) el 19 de mayo de 1906. Su padre, Constantino Tojeiro García, era marino mercante. Su madre, Joaquina Casteleiro Tellado, era de una extensa familia de Caranza. Ángel tuvo dos hermanos: Benita (1904) y Juan Constantino (1911). Hacia 1916 Ángel y sus padres emigraron a Barcelona.

## Boxeo aficionado (1923-1924)

### El ambiente boxístico en Barcelona
En la Cataluña de los años veinte el boxeo es, junto con el fútbol, uno de los primeros deportes verdaderamente popular. Barcelona es además la capital del boxeo español, pues es aquí donde desde principios de siglo se ha importado de Francia este deporte, y donde se ha constituido primero la Federación Española de Deportes de Defensa, y luego la Federación Española de Boxeo (1922). La organización y promoción del deporte en la ciudad se articula en torno a los clubes: Barcelona Boxing Club, Catalunya Atlétic Club, Sporting Boxing Club, Punching-ball Club de Gracia, Athletic Boxing Club de Gracia, Club Deportivo Carpentier… Con frecuencia, las veladas amateurs consisten en el enfrentamiento entre los pupilos de un mismo club, o entre los de clubes distintos. Los encuentros profesionales se organizan en el Iris Park, aunque a veces se recurre a otros lugares como el Frontón Condal, la plaza de toros Las Arenas, el Teatro Español, el Doré, y otros.

### Campeón de Cataluña aficionado (pesos gallo)
Durante 1923 y 1924 disputa un total de 11 combates como aficionado, con 7 victorias (1 por KO), 2 derrotas por puntos, 1 combate sin decisión y 1 del que desconocemos el resultado. La primera noticia que se publica sobre su carrera pugilística hace referencia a su participación dentro de la categoría del peso gallo en los Campionats de Catalunya de Boxing aficionat, que organiza en Barcelona la Federación Española de Boxeo en el verano de 1923, como plataforma para la selección de los representantes en los Juegos Olímpicos de París de 1924. Tejeiro está inscrito en el Catalunya Athletic Club, importante entidad que cuenta entre sus filas a tres campeones de España (Molero en semi pesados, Cañizares en el peso pluma, y Manuel González en los mosca; Hilario Martínez, campeón de los ligeros, ingresará posteriormente). 
- 27 de junio de 1923, Sánchez: Ese miércoles, los cuatro inscritos del peso gallo están convocados a la sala del Athletic Boxing Club para la primera eliminatoria. El sorteo proporciona el enfrentamiento Sánchez-Tejeiro, combate disputadísimo en el que venció Tejeiro por puntos, después de dominar netamente los tres rounds. Tejeiro marcó muy buenos directos a la cara y dos buenos uppercuts en el segundo y tercer rounds, esquivando con precisión los ataques de Sánchez.[1]

- 2 de agosto de 1923, Francisco Batiller: La final del campeonato, Tejeiro-Batiller, se celebra a tres asaltos ante una nutrida concurrencia en los jardines del Parque de Barcelona, en la Ciudadela. Tejeiro vence a los puntos y es proclamado campeón de Cataluña amateur de los pesos gallo.[2]

- 3 de noviembre de 1923 Vitrià: Derrota a Vitrià, campeón de Cataluña aficionado del peso mosca, en combate a 3 asaltos dentro de un festival benéfico organizado por el Ateneo Radical del Distrito IV.[3]

- 17 de febrero de 1924 Jover: Desde 1924 se ve obligado a combatir en el peso pluma, inmediatamente superior al gallo. En febrero, la Federación Catalana organiza matinales amateur los domingos en el teatro Cómico. La segunda reunión propone un enfrentamiento entre los pupilos del S.B.C. y los del Catalunya Athletic Club, en el que Tejeiro derrota a Jover a los puntos. Desde su último combate hemos podido observar en Tejeiro un gran cambio: pega con asombrosa rapidez y oportunidad y también hace notables quites.[4] Le vimos emplear con gran maestría las dos manos y esquivar con rara habilidad. Ayer, Tejeiro demostró su gran clase[5].

- 24 de febrero de 1924, Díez: El programa de la tercera reunión interclubs, que enfrenta a los púgiles del C.A.C. con los del Barcelona Boxing Club, se cierra con el enfrentamiento a tres asaltos entre Tejeiro y Farreras. Este es sustituido a última hora por Díez, que es derrotado a los puntos.[6]

- 2 de marzo de 1924, Fábregas: Su enfrentamiento con Fábregas, campeón de los plumas, es esperado con gran interés por los aficionados, y la FCB lo incluye como combate estelar en la primera de las reuniones amateurs que siguen a la ronda de encuentros interclubes. La cita es en la matinal del teatro Cómico. Fábregas consigue la victoria a los puntos en un magnífico combate a tres asaltos, en el que Tejeiro estuvo valiente en extremo.[7]

- 30 de marzo de 1924, Díez: La revancha entre Tejeiro y Díez se programa para la reunión del Cómico del domingo 23. Sin embargo, cuando días más tarde se cierra el cartel, Tejeiro ha sido enfrentado a Jover. La indisposición de éste motiva finalmente la sustitución del combate por una exhibición de Tejeiro con el campeón de España de los pesos mosca, Manuel González, que gustó en extremo.[8] Díez tendrá su oportunidad de revancha una semana más tarde en la matinal del Cómico, constituyendo el principal combate (a 3 asaltos) de un programa que servirá de preparación para los próximos campeonatos de Cataluña de amateurs. La victoria vuelve a corresponder a Tejeiro por una amplia diferencia de puntos.[9]

- 13 de abril de 1924, Molina: En la matinal del Cómico, vence a los puntos a Molina en el combate principal a 3 asaltos.[10]

- 3 de mayo de 1924, Valdero (desconocido): Su primer combate a 6 asaltos es contra Valdero, en la velada organizada por la peña pugilística Crochet en Casa Antúnez. Esa misma noche se incluyen exhibiciones, y es posible que el combate entre Tejeiro y Valdero fuera también una exhibición, ya que la prensa solo señala: Valdero contra Tejeiro, hicieron un bonito combate a 6 rounds demostrando ambos púgiles poseer un estilo perfecto. Los dos fueron muy aplaudidos.[11]

- 4 de mayo de 1924, Borrell: Comienzan en el Cómico las eliminatorias de los pesos pluma para el campeonato de Cataluña aficionado, en las que el sorteo depara el enfrentamiento en octavos de final de Tejeiro con Borrell. El primero desde el principio, pegó a placer, donde y cuando quiso, y el árbitro, acertadamente, paró el combate para ahorrar un flagelamiento general al voluntarioso Borrell.[12] Sin embargo, ni Tejeiro ni Valdero disputarán sus combates de cuartos, ya que su jefe de equipo los retira ya que está molesto porque otro púgil, Is, es descalificado al pesar unos gramos de más.[13] Esto le impide participar en el campeonato nacional aficionado que se celebra poco después.

- 9 de junio de 1924, Pere Antònio (sin decisión): La Federación dispone una reunión de combates-prueba sin decisión para elegir a la selección olímpica, en el Barcelona Boxing Club y a puerta cerrada: Is-Dietz, Antonio-Tejeiro y Valdero-Brú. Tejeiro-Antonio fue bueno, pero fueron superados por Brú y Valdero.[14] Finalmente, los seleccionados del peso pluma serán Bautista y Brú, mientras que Valdero combatirá en el peso ligero.

## Primera etapa profesional (1925-1928)
Entre junio de 1924 y septiembre de 1925 no disputa combates (ni siquiera se inscribe en el campeonato de Cataluña de aficionados de marzo de 1925), sin que conozcamos las razones aunque probablemente molesto al no haber participado en los campeonatos nacionales amateurs ni en las olimpiadas. Su reaparición tiene lugar ya como profesional, en la categoría del peso pluma hasta julio de 1926 y en el ligero desde ese momento. Entre septiembre de 1925 y agosto de 1928 disputa 45 combates, con 30 victorias (10 por KO), 6 nulos y 9 derrotas.
- 17 de septiembre de 1925 Diógenes: Debuta como profesional ante Diógenes en combate a 6 asaltos, en la inauguración del Teatro-Circo Olympia de Barcelona. Ante las más de 6000 personas que llenan el local, no puede evitar que Diógenes, más veterano, lleve en todo momento la ventaja y se alce con la decisión de los jueces.[15]

- 3 de octubre de 1925 Mompó: En enfrentamiento a 6 asaltos vence a los puntos a Mompó en el Mundial.[16]

- 8 de noviembre de 1925 Brú: En el Mundial, se enfrenta a Brú a 8 asaltos en un combate duro en el que se muestra más hábil en la lucha a distancia, mientras que Brú, que lleva superioridad en el cuerpo a cuerpo y media distancia, consigue la decisión de los jueces por poca diferencia.[17]

- 6 de diciembre de 1925 Aracil: En la matinal del Cómico se enfrenta a 6 asaltos al veterano Carlos Aracil. Tejeiro lleva el ataque desde el primer momento, mostrando una gran combatividad, rapidez y oportunidad pero se encuentra ante una buena defensa, unos eficaces crochés de ambas manos y unas contras peligrosas. Los jueces declaran match nulo.[18]

- 20 de diciembre de 1925 Foca: En la matinal del Cómico se programa el enfrentamiento a 8 asaltos entre Tejeiro y Blasco, aunque éste es sustituido por Foca. En el primer asalto, Tejeiro tumba a su adversario para ocho de una gran contra. Foca se levanta visiblemente tocado, y un crochet le derriba de nuevo para cuatro. Su mánager, para evitar un mal mayor, tira la esponja.

- 14 de enero de 1926 Pere Antònio: En el teatro Euterpe de Sabadell, abandona en el cuarto asalto frente al ex campeón de Cataluña amateur Pere Antònio, después de caer a la lona en tres ocasiones.[19]

- 4 de marzo de 1926 Dempsey: En el Iris Park se enfrenta a Dempsey a 6 asaltos en un vistoso combate muy aplaudido por el público. Ambos llevan alternativamente la ventaja, si bien sobresale la rudeza de los golpes de Tejeiro. La decisión es de match nulo.[20]

- 7 de marzo de 1926, Bruguer:Tres días después, vence por puntos a Bruguer el cuarto combate de la reunión del Mundial Sport.[21]

- 28 de marzo de 1926 Roca: Se enfrenta a Roca en la semifinal, a 10 asaltos, de la segunda “soirée” de boxeo organizada por el Mundial Sport. Ambos se alternan en la iniciativa, pero Tejeiro despliega un boxeo más variado y efectivo en el que destaca su uppercut de derecha, boxeando con más precisión, eficacia y empuje, hasta adjudicarse el veredicto de los jueces por puntos.[22]

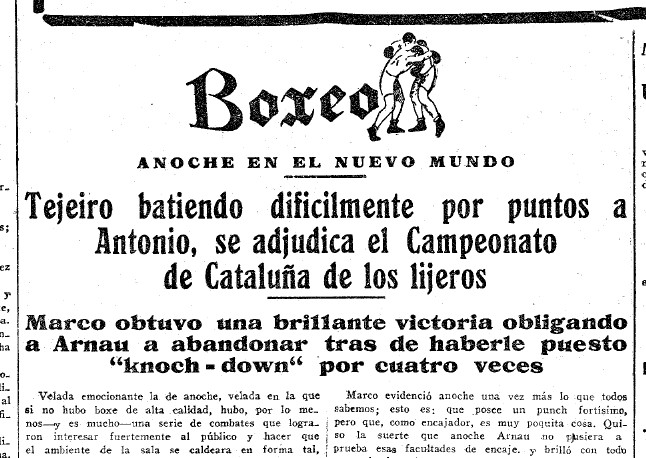
El Mundo Deportivo, 20 de mayo de 1927, p2.

- 11 de abril de 1926 Alberni: Vence a Alberni a los puntos en combate a 8 asaltos en el Mundial Sport, en una lucha brillante que arranca encendidos aplausos del público.[23]

- 8 de junio de 1926, Salvany: En el Mundial Sport se enfrenta a 8 asaltos con el veterano Salvany, a quien somete a un duro castigo en los dos primeros asaltos, en los que cae a la lona en dos ocasiones. Salvany abandona al sonar la campana para el tercero.[24]

- 15 de julio de 1926 Kessler: A partir de su siguiente aparición en los cuadriláteros, en julio de 1926, pelea en la categoría de los ligeros. En el Mundial Sport, se enfrenta en 10 asaltos a Kessler, campeón militar de Francia de los pesos ligeros, en el combate principal de una velada internacional. El francés se muestra superior y vence a los puntos.[25] Dos días más tarde se incluye a Tejeiro en un cartel pugilístico en San Sebastián, frente al madrileño Quintana, aunque la velada es cancelada tras sucesivos aplazamientos.[26]

- 28 de agosto de 1926 Giménez: En un magnífico combate, vence holgadamente a los puntos a Giménez en la semifinal de la sesión inaugural de la temporada de la plaza de toros Las Arenas,[27] ante una numerosa concurrencia.

- 11 de septiembre de 1926, Alberni: Vence a los puntos a Alberni (sustituto de última hora del francés Perrier) en Las Arenas.[28]

- 14 de octubre de 1926 Brú: Se impone a Brú (sustituto de Nadal) por abandono en el quinto asalto, en combate a 8 asaltos en el Iris Park.[29]

- 24 de octubre de 1926, Masferrer: En el Mundial Sport se enfrenta a 8 asaltos a Masferrer. En el cuarto asalto, y ante la inferioridad manifiesta de Masferrer, que sufre un duro castigo, el árbitro da por finalizada la pelea. Tejeiro avanza hacia primera figura con una rapidez vertiginosa. Señores, aquí hay un gran boxeador, y hay que enfrentarle con hombres de verdadera clase (Revista Boxeo).

- '23 de noviembre de 1926, Ted Jones: En el Iris Park vence a Ted Jones (sustituto de Kid David) por abandono en el tercer asalto, en un combate programado a 10.[30]

- 21 de diciembre de 1926, Echevarría: En combate a 8 asaltos en el Teatro-Circo Barcelonés, vence a los puntos a Echebarría en la pesentación del equipo Vizcaya frente a una selección catalana. El público despidió con fervientes aplausos a los combatientes.[31]

Comienza 1927 con la clasificación oficial de los pugilistas españoles hecha pública en febrero por la Federación Española de Boxeo. Además de señalar los campeones por pesos (Victor Ferrand en mosca, Teodoro Murall en gallo, Antonio Ruíz en pluma, Hilario Martínez en ligero, Jim Morán en welter, Ricardo Alís en medio, vacante en semipesado, y Paulino Uzcúdun en pesado), se indica para los ligeros: 
Primera serie: 
Hilario Martínez (campeón) y Tomás Cola
Segunda serie
Antonio, Tejeiro, Llach, Echevarría, Dempsey
Tercera serie
Albert, Arpal, Álvarez, Alberni II, Castillo, Coca, Esquius, Foca, Masferrer, Pérez, Salvany, Valdero, Ramos, Sañé II, Tomás Martínez.
- 1 de enero de 1927, Jim El Zaird: Su primer combate de ese año tiene lugar el 1 de enero, cuando vence por puntos en el Frontón Moderno de San Sebastián al oranés del equipo Guipúzcoa, Jim el Zaird.[33]

- 24 de febrero de 1927, Young Dempsey: Aspira a combatir por el título de España de los ligeros. Para ello debe antes hacer pasar por sucesivas “cribas”, primero frente a los demás púgiles de su nivel, luego ante el hispanoargentino Luis Rayo, que entra en escena a principios del 27, y finalmente ante Tomás Cola. El primer rival será Dempsey, a quien vence de nuevo a los puntos en 10 asaltos, en la velada de reinauguración del Iris Park. Fue sin disputa el combate más emocionante de la noche.[34]

- 31 de marzo de 1927, Alfredo Torelló: El 11 de marzo participa con Mestres en un combate de exhibición, dentro de una velada de amateurs que se celebra en el club La Flora. El 31 de ese mes hace match nulo frente a Torelló, en el combate estelar del Nuevo Mundo. La actuación de ambos púgiles fue premiada con nutridos aplausos durante el combate y con una ovación al finalizar el mismo.[35]

- 21 de abril de 1927, Henri Ferret: Vence por puntos en 8 asaltos al francés Ferret en un Nuevo Mundo repleto hasta la bandera. El combate resulta ser el mejor de cuantos se han celebrado en el Nuevo Mundo, un encuentro disputado con un ardor, rapidez y valentía pocas veces igualados. Los organizadores, asociándose al sentir popular, concedieron a Ferret y a Tejeiro las medallas al mejor combate.[36]

### Campeón de Cataluña del peso ligero
- 19 de mayo de 1927, Pere Antònio: En el Nuevo Mundo se enfrenta a 10 asaltos a Pere Antònio, en combate valedero para el título de Cataluña de peso ligero, que ha quedado vacante al hacerse el catalán Tomás Cola con el título de España. Antonio consigue imponerse en el primer asalto, en el segundo y en el tercero. Pero poco a poco Tejeiro responde con un brioso ataque que lleva a ambos púgiles al castigo a la cara y al flanco en un cerrado cuerpo a cuerpo. Ambos llegan a la campana final muy castigados, y los jueves otorgan el veredicto a Tejeiro, que de esta manera se proclama campeón de Cataluña del peso ligero.[37]

- 10 de junio de 1927. Luís Rayo: Ya no hay “obstáculos” para el enfrentamiento con Luis Rayo, que se fija a 10 asaltos, en el Olympia. Sin embargo, aunque Tejeiro derrocha valentía y coraje, se enfrenta esa noche al correctivo más duro de su carrera. Rayo saca a relucir todos los recursos que le harán campeón de Europa apenas dos meses más tarde, atacando con series precisas y potentes de crochés y uppercuts, manteniéndose siempre lejos del alcance de Tejeiro. Éste cae al tapiz en el tercer asalto, y aunque se levanta a la cuenta de 9, no puede evitar que un nuevo crochet de izquierda acabe sacándolo del combate por KO.[38]

- 15 de julio de 1927, Henri Ferret: Un mes más tarde, demuestra que está totalmente recuperado al vencer holgadamente a los puntos en la revancha que concede, en el Mundial Sport, al francés Ferret.

- 1 de septiembre de 1927, Isidro Pérez: Sin embargo, no puede evitar que Isidro Pérez le venza a los puntos en un combate que se celebra en el Nuevo Mundo.[39]

- 12 de septiembre de 1927, Santiago Alós: En la plaza de toros de Valencia, consigue una victoria por escasa diferencia de puntos ante el campeón valenciano de los ligeros, Santiago Alós, en el combate principal de la noche.[40]

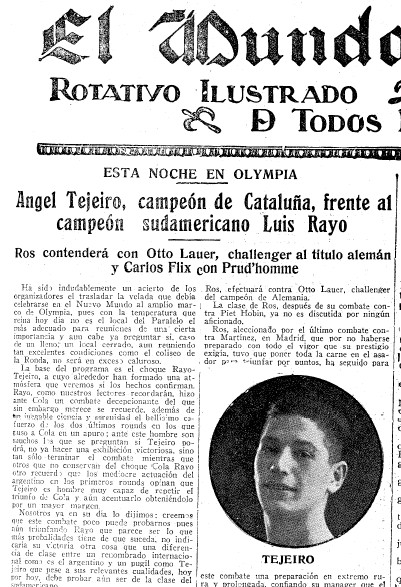
Portada de El Mundo Deportivo, 10 de junio de 1927.

- 28 de septiembre de 1927, Isidro Pérez: Aunque en el combate del 1 de septiembre no puso en juego su título, sí lo hace frente al mismo rival, Isidro Pérez, el día 28 de ese mes en el Nuevo Mundo, en combate a 10 asaltos. En esta ocasión Tejeiro se muestra mejor que en su pasado enfrentamiento, pero no puede evitar que Pérez se haga con la decisión de los jueces y le arrebate el campeonato de Cataluña de los ligeros.[41] La revancha, que Tejeiro pide inmediatamente, irá postergándose con diversas excusas durante más de un año.

### La gira de Boxeo
En el otoño de 1927, el director de la revista Boxeo, Luis Silvestre, y el ex campeón de España de peso wélter, Pedro Sáez, organizan y dirigen una "tournée" con púgiles catalanes por tierras del sur. Los participantes son Manuel González, Pedro Puig, Ángel Tejeiro, Martínez Fort y Próspero, excampeones todos ellos de Cataluña, así como Tormo, Sáez II, Martínez y Vila. Estos boxeadores se enfrentarán entre sí y con otros adversarios de la zona, además de ejercer de árbitros de los combates y ofrecer exhibiciones de entrenamiento o de intercambio de golpes con otros compañeros. El recorrido previsto incluye Melilla, Ceuta, Tetuán, Larache, y varias ciudades de Andalucía como Málaga, Granada o Sevilla, y del levante como Murcia, Alicante, Valencia o Castellón. El grupo parte el viernes 7 de octubre en el expreso de Valencia, y llega el lunes 10 a Melilla, siendo recibidos en el muelle por numeroso público. 
- 12 de octubre de 1927, Serafín Martínez Fort: El miércoles 12 por la mañana organizan los primeros combates, en el teatro Alfonso XIII, con gran éxito de entradas. Tejeiro vence claramente a los puntos a Martínez Fort.[43] Ese domingo sube de nuevo al cuadrilátero para ejercer de árbitro en el combate entre los pesos pluma Quintana y Martín. El martes 18 Pedro Sáez ofrece una exhibición con ejercicios de entrenamiento y dos asaltos de guantes con González y otros dos con Tejeiro.

- 23 de octubre de 1927, José de la Peña: Se enfrenta a 10 asaltos en una dura pelea al héroe local, el legionario asturiano Peña, de peso wélter, púgil más calificado de todo el Marruecos español. Tras un comienzo igualado –incluso con cierta ventaja de Peña, que golpea con dureza– Tejeiro va imponiéndose hasta llegar al octavo round, en el que un fulminante directo de izquierda de Tejeiro, doblado con exacta precisión con un gran crochet de derecha, cogen de lleno la mandíbula de Peña, que se desploma pesadamente sobre la lona. Aunque el gong salva al legionario, en el siguiente asalto Tejeiro, que está perfectamente fresco, le empuja hacia las cuerdas y allí le emplaza una serie de ambas manos a la cara que le hacen doblar las rodillas. Seguidamente, Peña cae de nuevo sobre el tapiz. El árbitro empieza la cuenta, y al llegar a diez Peña se levanta trabajosamente. Llevado Peña de espaldas a las cuerdas, Tejeiro le propina un fuerte hook izquierdo al plexo solar. El asturiano se queda sin respirar, bajando la guardia, lo que aprovecha rápido el gallego, doblando en crochet de derecha a la mandíbula, cayendo Peña fulminado de cara a la lona, y costando trabajo volverle en sí.[44]

- Noviembre de 1927, Serafín Martínez Fort: El lunes 31 de octubre partió el grupo hacia Málaga a bordo del vapor Vicente Puchol. En la plaza de toros de la Malagueta, Tejeiro venció a los puntos a Martínez Fort.[45] Al llegar a Granada el grupo comprueba que el Gran Capitán, teatro de verano, ha sido desmontado, aunque el empresario de un cine de Santa Fe les propone tres exhibiciones en esa ciudad. De su experiencia en ella, cuenta Martínez Fort: la gente de la calle, chicos y grandes, perros y gatos, todos los habitantes salían a contemplarnos como si fuésemos bichos raros. Nos prometíamos un gran negocio, pero no contamos con la húespeda, y esta fue el cura, que desde que se fijaron los carteles comenzó a despotricar desde el púlpito contra el boxeo y contra esos hombres que salen completamente desnudos a la vista del público. En un pueblo tan católico como Santa Fe, el resultado fueron cuatro soberbias peleas, tocándonos 200 pesetas de porcentaje, escasamente para el hotel. Al día siguiente, con otros boxeadores, lo intentamos de nuevo, pero el resultado fue peor, así que salimos de estampía de aquel bendito pueblo.[46]

- 27 de noviembre de 1927, Ville Leonart: En la matinal en el Teatro Apolo de Valencia, Tejeiro obtiene una brillante victoria sobre Leonart, al tirar la esponja su segundo en el tercer asalto.[47]

### De vuelta en Barcelona
- 2 de diciembre de 1927, Alfredo Torelló: Se enfrenta a 8 asaltos a AlfredoTorelló en el Olympia, en un combate que acabó en batalla épica por parte de ambos. Durante la primera mitad de la pelea, Torelló cobró ligera ventaja, pero desde el sexto hasta el octavo se rehízo de tal modo Tejeiro y atacó con tal furia que tocó seriamente a Torelló, obligándole a mantenerse a la defensiva, y consiguiendo un match nulo.[48]

- 23 de diciembre 27, Pere Antònio: En el Nuevo Mundo, pierde a los puntos frente a Pere Antònio (que ha sustituido a última hora al cubano Castillo) en combate a 8 asaltos.

- 18 de enero de 1928, Ramón Castillo: Cruza guantes con Ramón Castillo en el combate base del Nuevo Mundo, venciéndolo a los puntos en 10 asaltos.[49]

- 2 de marzo de 1928, Alfredo Torelló: En el Nuevo Mundo, vuelve a enfrentarse a 10 asaltos a Torelló. Al sexto round Torelló hacía dos asaltos que se sostenía en pie por un supremo esfuerzo de voluntad. Un crochet flojo al mentón derribó a Torelló, que procuró incorporarse a ocho, pero no tuvo fuerza suficiente para conseguirlo, siendo declarado entonces vencido por fuera de combate.[50]

- 14 de marzo de 1928, Cipriano Torres: Vence por los puntos a Torres, en un magnífico combate a 8 asaltos que cierra la velada del Nuevo Mundo que enfrenta al equipo madrileño de Ortíz, Chamorro, Torres y Santos con el equipo catalán de Flix, Oroz, Tejeiro y Ripoll.[51]

- 14 de abril de 1928, Cipriano Torres: Concede la revancha a Torres un mes más tarde en el Olimpia de Madrid. En el segundo asalto Torres consigue colocar con precisión la derecha en la mandíbula de Tejeiro, que cae a la lona. Cuando la cuenta llega a cuatro, Tejeiro se incorpora con una rodilla sobre el tapiz, para reponerse mientras el árbitro lleva la cuenta a diez. Sin embargo, el árbitro juzga que Tejeiro no se levanta con la presteza necesaria, por lo que acaba declarándole derrotado por k.o. Mundo Deportivo protesta por lo que parece un claro favoritismo hacia el boxeador “de casa”, por lo que introduce una interrogación en el titular en el que anuncia Tejeiro knocautado (?) por Torres.[52]

- 3 de mayo de 1928, Justo Sabaté: El Nuevo Mundo vence a Sabaté por abandono en el quinto asalto de un combate pactado a ocho.[53] Nueve días más tarde ofrece una exhibición de cultura física en la velada de boxeo de aficionados y profesionales organizada en el salón de espectáculos de La Unión Liberal, que es recibida con nutridos aplausos.[54]

- 25 de mayo de 1928, Ramón Castillo: La revancha por el título catalán de los ligeros es ya un clamor, por lo que se programa para el miércoles 23 de mayo. Tras posponerla para el viernes, Pérez es sustituido a última hora por el cubano Castillo, lo que unido a la peculiar forma de boxear que despliega éste hacen que el público se pase el combate abucheando. La victoria corresponde a Tejeiro por puntos.[55]

- 2 de junio de 1928, Juvé: En la plaza de toros de Valencia, vence a Juvé por KO en el primer round.[56]

- 27 de junio de 1928, Correa: En el Nuevo Mundo, vence a Correa a los puntos en un combate a 8 asaltos, después de hacerle caer a la lona por tres veces.

- 21 de julio de 1928, Sánz: El enfrentamiento por el título de Cataluña se fija para el 27 de julio… pero diez días antes la Federación anuncia el aplazamiento indefinido, porque Isidro Pérez ha sufrido importantes lesiones internas en un enfrentamiento con el ex campeón olímpico de 1920, el francés Paul Fritsch. El combate es sustituido por una velada mixta entre los campeones de España amateurs y profesionales de primer nivel con el objetivo de preparar a los primeros ante las Olimpiadas de Ámsterdam. En el peso ligero, Tejeiro hace combate nulo con Sanz, campeón de España amateur, pero a nuestro entender, debía declararse el triunfo de Tejeiro, por ser éste el fallo que merecía tal combate.[57]

- 26 de julio de 1928, Chamorro: En la plaza de toros de Valencia dominó completamente a Chamorro siendo declarado vencedor por puntos y ovacionado.[58]

- 9 de agosto de 1928, Paul Fritsch: En la plaza de toros de Las Arenas de Barcelona hace nulo contra el veterano ex-campeón europeo de los pasos ligeros Paul Fritsch, francés, en combate a ocho asaltos.

## Segunda etapa profesional: América (1928-1931)
El desencuentro de Tejeiro con la afición catalana, que no acababa de apoyarle, los cuestionables intereses de la Federación (que aplaza el enfrentamiento por el título de Cataluña), y la amistad del gallego con el campeón Hilario Martínez acaban por animarle a dar el gran paso y lanzarse “a la conquista de las Américas”. Hilario llevaba ya varios años boxeando al otro lado del Atlántico, formando parte de una reducida representación de púgiles españoles en la que destacaba el vasco Paulino Uzcudun. Ángel e Hilario emprenden la marcha hacia Nueva York a bordo del transatlántico "Suffren", que llega a esta ciudad el 4 de septiembre. En América disputará 37 combates en tres años, con 18 victorias (9 por KO), 4 nulos, 15 derrotas y 1 pelea sin decisión. Los números son engañosos: en muchas ocasiones la prensa y el público protestan las decisiones de los jueces que le dan por vencido a los puntos. En una carta a Boxeo, Tejeiro llega a afirmar: Es lo mismo que sea mexicano que chino; la cuestión es perjudicar a los españoles. Esta es la consigna que parece tienen los jueces y árbitros americanos, y si uno no gana por K.O. puede estar seguro de perder la decisión.

### Nueva York
Durante cuatro meses combate en Nueva York, entrenándose en el gimnasio de la St. Nicholas Ring, situado en la calle 66 y la Avenida Columbia, en Manhattan. 
- 6 de octubre de 1928, Arty de Luca: El primer combate en América es en el Olympia A.C. de Connecticut, contra el italo-americano Arty De Luca. A pesar de que el americano deja un ojo cerrado a Tejeiro en el primer asalto, el gallego es capaz de dominar todo el combate. Con todo, y ante la estupefacción del público que llenaba el local, los jueces dan la victoria por puntos a De Luca, armándose una bronca fenomenal.

- 3 de noviembre de 1928, José González: El siguiente combate es con José González "El Bulldog Mejicano", campeón del peso ligero de México, y tiene lugar en el St. Nicholas Ring. Pactada inicialmente a 10 asaltos (aunque disputada finalmente a seis), será una dura pelea que acabará en nulo, aunque el público reclama la victoria de Tejeiro.

- 13 de noviembre de 1928, Jimmy La Ducca: En el New Lenox Sporting Club (East Harlem), se enfrenta a diez asaltos al italo-americano local Jimmy La Ducca. Tras combate intenso y vibrante, los jueces dan la victoria a La Ducca, lo que origina una sonora pitada y abucheos por parte del público, hasta el punto de que el siguiente combate no puede ser anunciado y comienza en medio de una protesta general.[59]

### Puerto Rico
Desde Nueva York, Hilario y Tejeiro embarcan en noviembre rumbo a Puerto Rico, acompañados del mánager Bertys. 
- 4 de diciembre de 1928, Ramón Reyes: La primera pelea en Puerto Rico la disputa en el San Juan Stadium contra Ramón Reyes, a quien vence por KO en el segundo asalto de un gancho corto a la barbilla (La Democracia).

- 9 de diciembre de 1928, Ray Rivera: En el San Juan Stadium, en enfrentamiento a diez asaltos contra Ray Rivera, Campeón de Puerto Rico, los jueces conceden a éste la victoria. Los asistentes, en pie, abuchean sonoramente la decisión durante largo rato, y los periódicos dedican sus titulares durante tres días a impugnar el fallo. En la revancha (fecha desconocida) Tejeiro se fractura el primer metacarpiano de la mano derecha en el primer minuto del primer round, lo que motiva la suspensión del combate.

El 27 de diciembre Hilario y Tejeiro embarcan de regreso a Nueva York. Con ellos viaja el cubano William Utrera, que habrá de convertirse en su entrenador. Y es que, fuertemente enfrentados con Bertys, Tejeiro e Hilario empiezan la tramitación de su separación, presentando la recusación ante la Comisión de Boxeo de Nueva York. Mientras no se soluciona el pleito, no pueden boxear en Nueva York, pero sí en el resto de los Estados Unidos.
Finaliza 1928 con Ángel Tejeiro convertido en uno de los principales boxeadores españoles del momento. La revista Boxeo reconoce sus méritos dedicándole la portada del número 189 (6/10/1928), con una fotografía de cuerpo entero cuyo pie indica: "Ángel Tejeiro, ex campeón de Cataluña". En el futuro le dedicará al menos otras tres portadas.

### La Habana y Tampa
La prohibición de pelear en Nueva York devuelve a Tejeiro e Hilario a Puerto Rico, de donde vuelve a embarcar hacia La Habana en febrero de 1929.
- 16 de febrero de 1929, Saturnino Tiberio: El debut en Cuba tiene lugar en la Arena Colón, contra el aragonés Saturnino Tiberio. El árbitro, Mike Castro, va a resultar un desastre. En su precipitada carrera por el ring choca dos veces con los combatientes, y otra cae cuan largo es. Con tantas advertencias, con sus brusquedades y con su exceso de celo, va a producir un estado tal de nerviosismo entre los combatientes que estos, en los dos primeros asaltos, apenas si saben hacer otra cosa que mirarle. Por si fuera poco, tres días antes del combate ha habido una fuerte discusión entre promotores, y aquellos enfrentados a la Cuban Sports Promoters han resuelto boicotear sus combates emplazando entre las gradas a "ratones", sujetos que increpan continuamente al árbitro y tratan de estropear la velada. Mientras tanto, Tiberio, sin dar pelea, huye por el ring apabullado por el incesante ataque de Tejeiro. Pero Castro interrumpe repentinamente el combate y da vencedor a Tiberio por "foul", aduciendo que Tejeiro ha propinado tres golpes bajos a su oponente. El público protesta airadamente, mientras Tiberio, perplejo, pregunta a los espectadores más próximos por qué ha detenido el árbitro la pelea... Unos días después la Comisión Nacional de Boxeo, ante la que ha apelado Tejeiro, revoca el fallo y da nulo el resultado del combate.

- 9 de marzo de 1929, Tommy Quinn: Pelea en Nuevo Frontón contra Tommy Quinn, de Nueva York, en combate pactado a 10 asaltos. En el sexto, cuando ya Quinn está seriamente dañado, Tejeiro le propina una violenta derecha a la mandíbula, lanzándolo al suelo y derrotándolo por nocaut. Ese mes, la revista Boxeo propone la siguiente clasificación de los mejores campeones: (1) Rayo, (2) Tejeiro, (3) Cola, (4) Oroz, (5) Martínez Fort, y (6) Pérez.

- 30 de marzo de 1929, Pablo Canales: Es vencido por un estrecho margen de puntos por el cubano Pablo Canales, en un combate en el Nuevo Frontón de La Habana, muy aplaudido.

- 11 de mayo de 1929, Alcibíades Ortega: En Camagüey se enfrenta a 8 asaltos con Alcibíades Ortega, pero aunque lleva siempre la iniciativa, pierde por decisión de los jueces. El público propina una sonora pita, y en la prensa comienza a leerse el término “hispanofobia”.

Con el boxeador cubano Mario Kid Sánchez embarca el 21 de mayo hacia Tampa, Florida, donde se unirán a Gilberto Castillo para una tournee por las distintas ciudades de ese estado. 

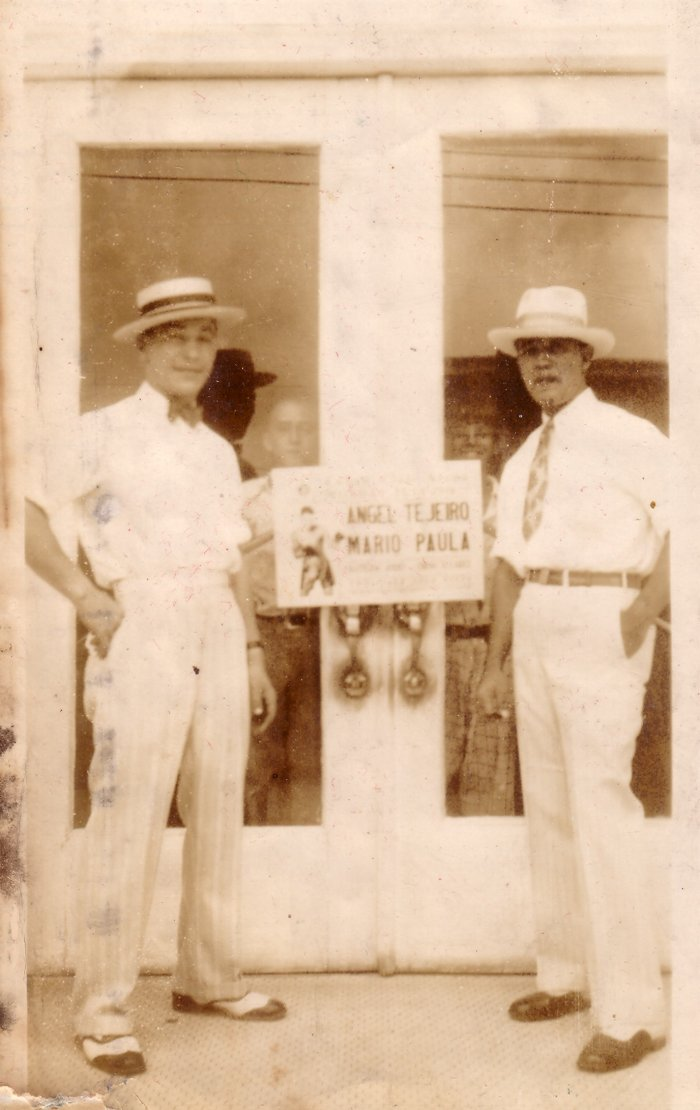
Ángel Tejeiro con Richard Brockway frente a un cartel anunciador del combate con Paula.

- 26 de mayo de 1929, Johnny Northcutt: Su debut en Tampa tiene lugar en la Arena Cubana en combate a 10 asaltos contra el campeón Johnny Northcutt, de Mango. Ambos púgiles ofrecen "una de las más colosales batallas de que ha sido testigo la arena del Círculo Cubano", en la que la victoria por decisión de los jueces corresponde a Northcutt, por lo que el público prorrumpe en un sonoro abucheo.

- 10 de junio de 1929, Johnny Northcutt: La revancha tiene lugar a 8 asaltos ante una nutrida concurrencia. Tras un furioso combate (“la mejor pelea que se ha presenciado en el Círculo Cubano”, según Heraldo de Cuba), la decisión de los árbitros otorga el combate a Ángel Tejeiro, y el público, enardecido, le lleva a hombros hasta el vestuario.

- 20 de junio de 1929, José González: En la Artillery Arena del Benjamin Field se enfrenta al campeón mexicano José González en combate pactado a 15 asaltos. La lucha es larga y dura. En el undécimo round Tejeiro sangra abundantemente, con los dos ojos cerrados casi por completo, pero sigue arremetiendo con furia sobre su rival guiándose por sus pies. Es imposible que continúe así, y su mánager le obliga a quedarse en su asiento cuando la campana señala el duodécimo asalto.

En julio escribe Ángel Tejeiro a Boxeo: "Ahora estoy en La Habana, debido a que en Tampa el boxeo en verano está muy paralizado, y he venido a ésta con la intención de efectuar tres o cuatro peleas y después volver allí, pues en invierno se gana muy buena plata”. En los 10 combates que disputará hasta su regreso a Nueva York, nueve meses más tarde, Tejeiro será siempre cabeza de cartel. 
- 29 de julio de 1929, Mario Paula: El promotor del Círculo Cubano, José Paula, organiza un combate entre su hermano Mario, de Tampa, y Ángel Tejeiro. En el primer asalto, el gallego hace morder la lona a su rival en dos ocasiones, salvándose por la campana. El gong vuelve a salvar a Paula en el segundo asalto, cuando la cuenta de su tercer knock down va por nueve. A los 50 segundos del tercer round, Mario Paula vuelve a caer, esta vez para no incorporarse.

- 14 de septiembre de 1929, Anisio Orbeta: La Cuban Sports Promoters organiza el combate entre Tejeiro y su gran amigo Anisio Orbeta "el Mosquetero" o "el Tigre Anaranjado", excampeón de Cuba. Tras un furioso intercambio de golpes que enardece al público, en el octavo asalto un golpe de izquierda de Tejeiro al estómago de su rival lo lleva a la lona completamente grogui.

- 5 de octubre de 1929, Anisio Orbeta: El combate revancha se concierta en el Stadium de Camagüey. El combate vuelve a ser intenso y vibrante, y esta vez vence el cubano a los puntos.[60]

- Young Miller: Pelea en Cuba con otros púgiles, aunque sólo nos ha llegado el nombre de uno de ellos: Young Miller, a quien vence por puntos.

- 4 de noviembre de 1929, Mike Kelly: Parte hacia Tampa contratado por Paula, para intervenir en dos combates. Tras la suspensión del enfrentamiento con el actor Henry Farell (previsto para el 2 de noviembre), el día 4 de ese mes se enfrenta al irlandés Mike Nelly en combate pactado a 10 asaltos. En el quinto, "el público se cansó de batir palmas, al ver como su ídolo -que ya lo es Tejeiro- conectaba una derecha rápida y terrible a la quijada de Kelly, que le dejó fulminado en la lona. Para reponer a Kelly se necesitaron diez minutos".

- 25 de noviembre de 1929, Luis González "El Leñero": El 25 de noviembre es derrotado a los puntos por el experimentado Luis González "el leñero", en un duro combate que agrada al público (La Traducción).

- 12 de diciembre de 1929, Glenn Huckaby: En la American Legion de Lake Worth se enfrenta al campeón de los pesos welter de los marines, Glenn Huckaby, en combate a 10 asaltos. En el sexto cae el americano, levantándose cuando la cuenta va por nueve, y vuelve a caer de nuevo, más agotado que noqueado, decretando el árbitro el final del combate y la victoria de Tejeiro por Knock Out.

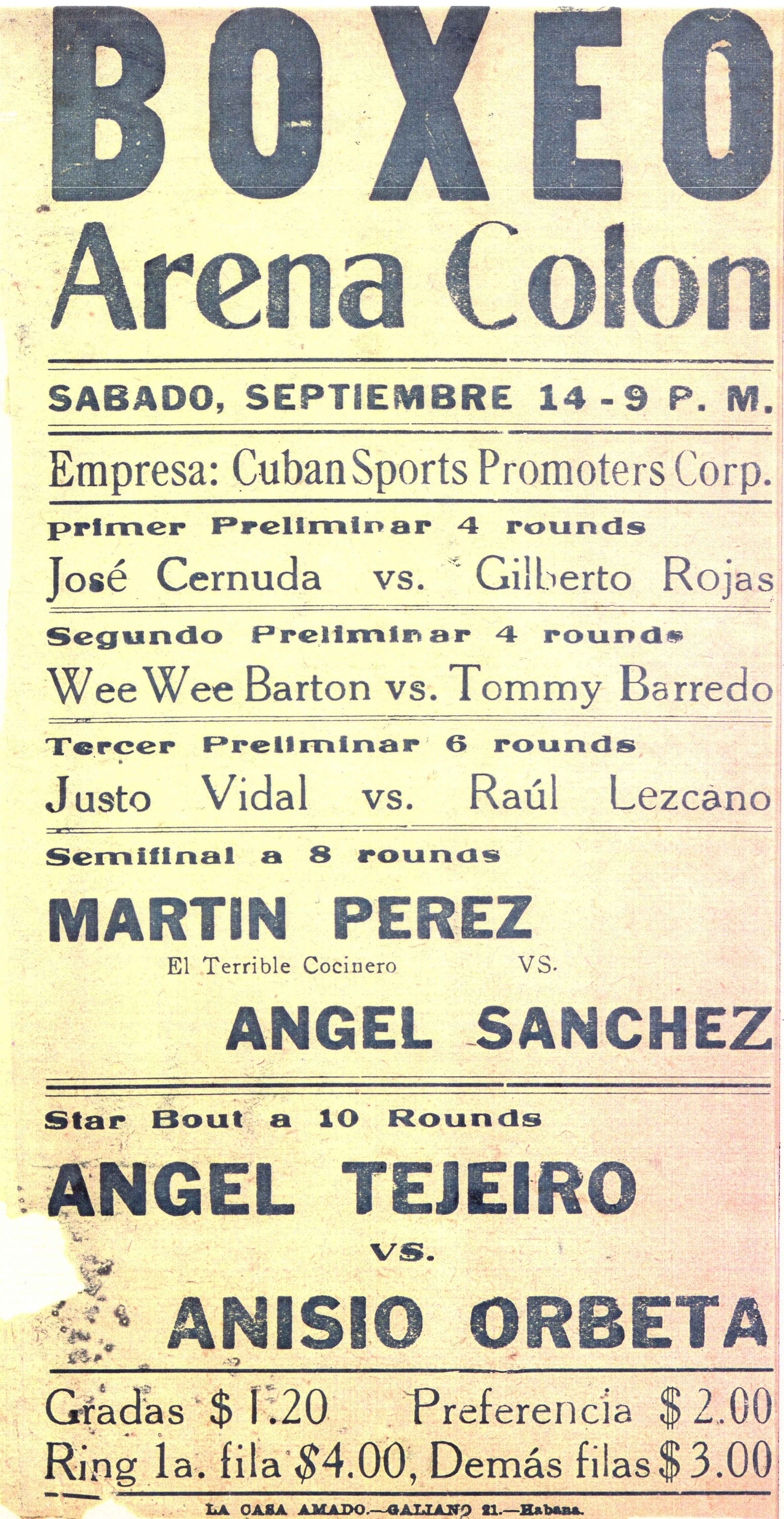
Cartel del primer combate con Orbeta.

- Caula: En 1929, aún pelearía una vez más en Tampa, venciendo por puntos a Caula.

- 3 de enero de 1930, José González: En la American Legion Arena de Lake Worth pierde por escaso margen de puntos ante José González "El Bulldog de México", tras 10 asaltos de duro combate.

- 24 de enero de 1930, José González: En el mismo escenario pierde por puntos ante José González, en combate pactado a 12 asaltos.

### Vuelta a Nueva York
En marzo de 1930, ante la escasez de trabajo en Florida –y lo reducido de las bolsas que se pagan– Ángel Tejeiro coge el vapor en Tampa y marcha a Nueva York. A su llegada, sigue el ejemplo de otros púgiles no norteamericanos y decide ingresar en la Guardia Nacional de los Estados Unidos, donde servirá como conductor de vehículos en el 27th Division Train (Williamsburg, Brooklyn); esto le permite participar en los circuitos boxísticos del ejército e ir ganando nombre en la región.
- Finales de abril de 1930, Jimmy O'Brien: Es derrotado a los puntos por el irlandés Jimmy O’Brien en Bridgeport (Connecticut), dentro del Programa Puritano del Red Men's Hall.

- 9 de mayo de 1930, Ted McNulty: Se enfrenta en la armería del cuartel de Hackensack (New Jersey) con Ted McNulty, junior welter de Cliffside, en combate a 6 asaltos. A mediados del segundo, el árbitro detiene la pelea debido a daños en el ojo de McNulty, y declara a Tejeiro vencedor por K.O. técnico.

- 6 de junio de 1930, Rocky Rayo: Vence por puntos a Rocky Rayo en una semifinal muy disputada en la Lakewood Arena de Waterbury (Connecticut).

- 19 de junio de 1930, Lou Morelli: En el mismo ring vence a los puntos a Lou Morelli "el Tornado de Terrington", en el combate principal de la velada, a 8 asaltos.
- 17 de julio de 1930, Izzy Kaplan. Cae por puntos ante Izzy Kaplan en la Mulligan's Arena de Waterbury (CT).
- 16 de agosto de 1930, Tony Travers. Es derrotado a los puntos en el Walnut Beach Stadium de Milford (Connecticut) por el veterano púgil local Tony Travers.

- 25 de agosto de 1930, Sally Schwartz: En el Henderson’s Bowl de Coney Island se enfrenta a 10 asaltos con el inglés Sally Schwartz. Tras una dura pelea, Schwartz se hace con la decisión de los jueces,[61] aunque la mayoría del público protesta por considerar que sería más justo un empate.

- 3 de octubre de 1930, Jimmy D'Zurro: En el Thames Arena de New London (Connecticut) vence por KO en tres asaltos al campeón del estado de Connecticut, Jimmy D'Zurro.
- 26 de diciembre de 1930, Joey Caruso: En el 106th Regiment Armory, en Brooklyn, ante 4000 espectadores, hace nulo en 8 asaltos contra Joey Caruso, de South Brooklyn, en la preliminar del combate principal, aunque de nuevo buena parte del público reclama su victoria .

- 13 de febrero de 1931, Charley Rauch: En la 106th Infantry Division hace nulo frente a Charley Rauch, de Ridgewood, en 8 asaltos.

- Ralph Landis: Vence a los puntos a Ralph Landis, excampeón junior de los pesos welter de la Guardia Nacional, en el combate principal a 10 asaltos en la 27th Division Train Armory.

- 3 de abril de 1931, Frankie Stetson: En el Ridgewood Grove Club, de Brooklyn, se enfrenta en semifinal a 6 asaltos a Frankie Stetson, de San Francisco. Tras una dura pelea, los jueces emiten el veredicto de nulo, ante lo que el público protesta y jalea, mostrando su disconformidad.

- Joe Emmons: Vence por puntos a Joe Emmons en la semifinal a 8 asaltos del Buckingham Hall.

- 11 de mayo de 1931, Murray Elkins: En la St. Nicholas Arena, de Mitchel Field (Long Island), es derrotado a los puntos por el veterano de Harlem Murray Elkins, en combate principal a 6 asaltos.[62]

- 20 de mayo de 1930, Harry Wallace: En el mismo escenario vence por puntos a Harry Wallace, en combate principal a 8 asaltos. Habiendo ganado 6 de los 8 asaltos, la decisión de los jueces es recibida con una gran ovación.

- 2 de junio de 1931, Jackie Phillips: Es derrotado por puntos por el campeón de Canadá de peso welter, Jackie Phillips, en la Dexter Park Arena de Woodhaven, Queens.

- 22 de junio de 1931, Baby Joe Gans: Se enfrenta en combate principal a 10 asaltos con Baby Joe Gans, de California, aspirante al título mundial de los pesos welter, en Woodcliff Pleasure Park (Poughkeepsie, NY).[63] A pesar de la importante diferencia de historial, el gallego hace un excelente combate. Sin embargo, los jueces dan vencedor por puntos a Gans, dando pie con ello a una gran protesta entre los asistentes: The winner, Gans.- But to 500 or more fight fans the decision was in error. At least that's the way it sounded last night when a roar of lusty boos greeted the announcement at the conclusion of ten weary, unilluminating rounds between California's Baby Joe Gans and Ángel Tejeiro, a Spanish caballero. In contrast, there sounded vigorous applause as the Angel stepped out of the arena.

- 8 de julio de 1931, Eddie Marks: En el Mitchel Field Arena, en Mineola, Long Island, se enfrenta en semifinal a 8 asaltos con el welter de New Jersey Eddie Marko, a quien derrota por abandono a los 2 minutos y medio del cuarto asalto.

## Tercera etapa profesional (1931-1933)
En agosto de 1931 cumple tres años en los Estados Unidos, y las leyes de inmigración le obligan a salir del país. Lo avanzado de la temporada desaconseja la opción de México, de donde le han llegado ofertas, por lo que decide embarcar de vuelta a Barcelona, a donde llega el 18 de agosto. La revista Boxeo le sitúa por entonces a la cabeza de los cinco mejores pesos ligeros españoles, seguido por Martínez Fort, Micó, Sans y P.Catalá. Durante año y medio peleará en Barcelona, San Sebastián y Madrid, a pesar de que no le faltarán ofertas desde México, Buenos Aires, Tampa o Milán. En este periodo se enfrenta a dos dificultades imprevistas. Por un lado, le cuesta mantenerse en el límite de los pesos ligeros, lo que le provoca algún disgusto hasta que acepta su integración en los welters. Por otro lado, su estilo, aunque eficaz, resulta excesivamente americanizado para la afición española, a la que no acaba de agradar. El balance de esta tercera etapa es de 10 combates, con 4 victorias (1 por KO), 3 nulos y 3 derrotas.
- 23 de septiembre de 1931, Ron Lewis: Su reaparición en Barcelona se produce en el Nuevo Mundo con una victoria sobre Ron Lewis, ex campeón de Australia, por abandono en el quinto round, después de haberle infligido varios knock down.

- 18 de noviembre de 1931, Pete Nebo: En el Olympia se enfrenta en combate de fondo a 10 asaltos con el norteamericano Pete Nebo, en una pelea que, según la revista Boxeo, debería ser recordada por los aficionados como una de las más enconadas peleas que se han llevado a cabo por estos terrenos; en diez asaltos no se concedieron un momento de tregua. Nebo vence por decisión de los jueces. José Bouso, periodista de Boxeo, declarará más adelante que ese día se había encontrado con Tejeiro cuando éste se dirigía al Olympia, y había notado en él un fortísimo resfriado.[65]

- 23 de marzo de 1932, José Micó: En el Nuevo Mundo, es derrotado a los puntos por Micó en un combate monótono que provoca los abucheos del público. Tejeiro se disculpará ante la afición en la revista en Boxeo, admitiendo que la inactividad de las semanas anteriores –en que se encontraba de descanso en Asturias- le había llevado hasta los 66,5 kilos, por lo que se vio forzado a rebajar 3 kilos en tan solo 5 días, siendo así incapaz de ofrecer un buen combate.[66] Acepta su nueva condición de welter, aunque de nuevo la falta de ofertas le hace retirarse a descansar a Asturias. Además, comienza a apadrinar a jóvenes promesas del boxeo, tal como relata Boxeo: Hemos recibido la visita de los destacados boxeadores Alejandro Calpena, peso pluma y Abelardo Rodríguez, "el Marnio", peso welter. Estos púgiles se han puesto interinamente bajo las órdenes del notable peso welter Ángel Tejeiro y están dispuestos a enfrentarse con todos los boxeadores catalanes de su categoría. Desde luego, todas las empresas que deseen tener relaciones con estos boxeadores pueden dirigirse a esta redacción a nombre de Ángel Tejeiro.[67]

- 26 de agosto de 1932, Manuel González: Es derrotado a los puntos en 10 asaltos por el campeón castellano Manuel González, en la velada semanal del madrileño teatro Atocha y a diez asaltos.[68]

- 4 de octubre de 1932, Pedro Isasti: En el combate principal del Olympia vence a los puntos en 8 asaltos al vasco Isasti, en una pelea dura y emocionante. Decididamente, en la nueva categoría de welter es donde Tejeiro puede desempeñar su mejor papel, ya que no teniendo que pelearse con la báscula un día tras otro, puede rendir sobre el ring todo lo que de él cabe esperar, que no es poco.[69]

- 18 de octubre de 1932, Antonio Canet: En combate de semifondo en el Olympia, se enfrenta en 10 asaltos a Canet, campeón de levante de peso welter.[70] Tras una dura lucha en la que ambos sangran profusamente, los jueces declaran el combate nulo, lo que es considerado justo por los aficionados, que en pie brindan a los púgiles un aplauso cerradísimo.

- 9 de noviembre de 1932, Pedro Isasti: Concede la revancha a Isasti, en un combate a 10 asaltos en la semifinal del Olympia. La pelea vuelve a ser un derroche de coraje de ambos púgiles, y los jueces declaran a Tejeiro ganador a los puntos, veredicto que es acogido con un fuerte aplauso.[71]

- 3 de enero de 1933, Manuel González: Hace combate nulo en el Olympia ante el campeón castellano Manuel González, a quien lleva a la lona en dos ocasiones en semifinal a 10 asaltos.[72][73]

- 14 de enero de 1933, Ramón Mir: Vence a los puntos a Ramón Mir en el combate principal de La Bohemia, después de 8 asaltos disputados a un tren magnífico.[73]

- 8 de febrero de 1933, José Habir: Hace match nulo con Habir en el Nuevo Mundo, en combate a 10 asaltos.[73]

En abril de 1933, la revista Boxeo anuncia: El valiente boxeador gallego Ángel Tejeiro ha colgado los guantes de combate para calzarse los de entreno. Lo cual quiere decir que de hoy en adelante dedicará sus actividades a profesor y manager de boxeo. Sus primeras armas en la nueva profesión parece que las realizará capitaneando un equipo de boxeadores que marchará a La Habana en breve… si consigue escriturar a los que él pretende y que le han sido señalados por el organizador cubano Parga. Sabemos que dos de los solicitados son Torres y Vitriá. Deseamos mucha suerte al amigo Tejeiro en su nueva profesión.
Sin embargo, nunca realizará tal viaje ni desarrollará una carrera como mánager. Ingresará en la policía y ejercerá de profesor de gimnasia de los bomberos de Barcelona. Casado y con un hijo, trabajará luego como profesor de inglés en el colegio de la Bonanova y en clases particulares hasta su fallecimiento en 1965.

## Estilo y carácter
En las crónicas de los combates han quedado patentes algunas de las cualidades de Ángel Tejeiro como púgil. Su amigo y boxeador, Relámpago Sagüero, lo define así: Un hombre muy valiente. Se crece ante el ataque, y a medida que la pelea avanza todo él se embravece más y más; pega muy duro y no está contento mientras no ve la sangre correr. 
En el argot del boxeo, es lo que se llama un fajador. Se entrena duramente, y estudia a conciencia al adversario, y como señala un periódico: podemos decir, sin temor a equivocarnos, que es el pugilista que mejor preparado va a todas sus peleas. 
La Vanguardia lo define de la siguiente manera: Con el estilo de aquellos púgiles tan tremendamente eficaces que son los americanos, Tejeiro maneja los brazos con ritmo incansable, pero no pega duro. Encaja como un héroe. Resiste la pelea dando la cara, como un valiente, como un gran batallador. El Heraldo de Cuba, por su parte, califica a Tejeiro como: El hispano de corazón de roca y valentía jamás igualada.
Y un artículo de Boxeo señala: Un crítico de boxeo americano, hablando de Ángel Tejeiro, ha dicho: Tejeiro es un hombre a quien no se va a ver ganar ni perder. Se le va a ver pelear. Es uno de los pocos que devuelve al espectador el importe de su ticket más un crecido interés en emociones, porque combate de campana a campana, sin dar treguas, sin desperdiciar oportunidad de pegar, y conste que cuando pega todo el mundo se entera, porque sus "punchs" suenan como cañonazos.